# ابن عمار الموصلي
أبو جعفر محمد بن عبد الله بن عمار بن سوادة المخرمي الغامدي  من أهل بغداد نزل الموصل وكان أحد أهل الفضل والمتحققين بالعلم حسن الحفظ كثير الحديث كان تاجرا قدم بغداد غير مرة وجالس الحفاظ وذاكرهم وحدثهم ولد عام 162 هـ وتوفى عام 242 هـ وصفه ابن حجر بانه أحد الحفاظ المكثرين.

## روى عنه
إبراهيم بن المفرج البلدي، وإبراهيم بن موسى الجوزي، وأحمد بن الحسين الصوفي، وأحمد بن شعيب النسائي، وأبو يعلى أحمد بن علي بن المثنى الموصلي، وأحمد بن أبي يحيى الأنماطي، وإدريس بن سليم، وإسحاق بن إبراهيم بن سعيد، وإسحاق بن دليل، وجعفر بن محمد الفريابي، والحسن بن سفيان الشيباني، والحسن بن سليمان الفزراي قبيطة، والحسن بن علي بن شبيب المعمري، والحسين بن إدريس الأنصاري الهروي، والحسين بن محمد بن حاتم عبيد العجل، وزيد بن عبد العزيز الموصلي، وأبو أيوب سليمان بن أيوب الخياط، وعبد الله بن أحمد بن حنبل، وعثمان بن خرزاذ الأنطاكي، وعلي بن أحمد بن النضر الأزدي، وعلي بن حرب الموصلي، وعلي بن عبد العزيز البغوي، وأبو جعفر محمد بن الحسن بن بدينا الموصلي، ومحمد بن غالب بن حرب تمتام، ومحمد بن محمد بن سليمان الباغندي، والهيثم بن خلف الدوري، والهيذام بن قتيبة المروزي، والوليد بن مضاء الموصلي، ويعقوب بن سفيان الفسوي.

## روى عن
أحمد بن أبي الحواري وهو من أقرانه، وأبي النضر إسحاق بن إبراهيم الفراديسي، وأبي أسامة حماد بن أسامة، وزيد بن أبي الزرقاء، وسفيان بن عيينة، وعبد الله بن إدريس، وعبد الرحمن بن مهدي، وعفيف بن سالم الموصلي، وعمر بن أيوب الموصلي، وعمر بن زريق، وعمرو بن هارون بن حيان البرجمي، وعيسى بن يونس، وأبي نعيم الفضل بن دكين، والقاسم بن مالك، والقاسم بن يزيد الجرمي، وأبي معاوية محمد بن خازم الضرير، ومحمد بن شعيب بن شابور، وأبي هاشم محمد بن علي الموصلي، ومحمد بن فضيل بن غزوان، ومعاذ بن معاذ العنبري،والمعافى بن عمران بن الموصلي، ومعن بن عيسى، وهشام بن إسماعيل العطار، وهشام بن عمار، وهشيم بن بشير، ووكيع بن الجراح، والوليد بن كثير بن سنان المزني، ويحيى بن سعيد القطان، ويحيى بن عبد الملك بن أبي غنية، ويحيى بن اليمان، ويعقوب بن إسحاق الحضرمي، وأبي بكر بن عياش.

## أقوال العلماء فيه
```
قال أبو طالب: سمعتُ أحمد بن حنبل وسئل عن محمد بن عبد الله بن عمار الموصلي، فقال: ((الأزدي؟)) قيل له: نعم. قال: ((رأيتُه عند يحيى القطَّان)).
[
4
]
```

قال علي بن أحمد بن النضر: ((ورأيتُ عليَّ بنَ المديني يُقدِّمه)).
```
قال 
أبو حاتم الرازي
: ((لا بأس به، لَمْ أكتب عنه)).
[
6
]
```

قال صالح جزرة: ((ثقة كيس)).
```
قال 
النسائي
: ((ثقةٌ صاحب حديث)).
[
8
]
```

قال الفسوي: ((ومحمد بن عمار ثقة)).
```
قال محمد بن غالب تمتام: ((حدثني محمد بن عبد الله بن عمار الثقة، كان مِن أهل الحديث)).
[
9
]
```

قال ابن عقدة: ((وسألتُ عبدَ الله بن أحمد عنه، فقال: ثقة)).
```
قال 
ابن حبان
: ((حَدَّثَنا عنه الحسينُ بن إدريس والمَواصِلة)).
[
10
]
```

قال ابن عدي: ((محمد بن عبد الله هو حسن الرواية عن أهل الموصل، معافى بن عمران وعفيف بن سالم وعمر بن أيوب وغيرهم، وعنده فيهم إفرادات وغرائب. وقد شهد له أحمد بن حنبل أنه رآه عند يحيى القطان. ولم أَرَ أحداً مِن مشايخنا الذين حدَّثوا عنه يذكرونه بغير الجميل أو يتكلَّمون عنه في باب الحديث، وكان عندهم ثقة)).
```
قال يزيد بن محمد بن إياس الأزدي في كتاب طبقات العلماء مِن أهل الموصل: ((محمد بن عبد الله بن عمار الغامدي مِن الأزد، كان فَهِماً بالحديث وبعلله، رحَّالاً فيه جمَّاعاً له)).
[
5
]
```

قال أيضًا: ((حدثني عبيد العجل قال: سمعت أبا يوسف القلوسي يقول لإسماعيل القاضي: محمد بن عبد الله بن عمار الموصلي مثل علي بن المديني- يعني في علم الحديث. ورأيت عبيداً يُعظم أمره ويرفع قدره)).
```
قال 
الدارقطني
: ((ثقة)).
[
12
]
```

قال مسلمة بن قاسم: ((ثقة صاحب حديث)).
```
قال 
الخطيب البغدادي
: ((كان أحد أهل الفضل والمتحقِّقين بالعلم، حسن الحفظ كثير الحديث.. وكان تاجراً، قَدِمَ بغداد غير مَرَّةٍ، وجالَس بها الحُفَّاظ وذاكرهم وحدَّثهم)).
[
3
]
```

قال المزي: ((أحد الحُفَّاظ المكثرين)).
```
قال 
الذهبي
: ((الحافظ الإمام الحُجَّة)).
[
14
]
```

قال الزركشي: ((الموصلي الحافظ وله كلامٌ جيدٌ في الجرح والتعديل)).
```
قال 
ابن حجر
: ((ثقة حافظ)).
[
16
]
```

## آثاره
صنَّف ابنُ عمار كتاباً في علل الحديث والرجال، جَرَّحَ فيه وعَدَّل وأفادَ وعَلَّل. وكانوا يُشيرون إليه اختصاراً باسم التاريخ. وهذا الكتاب يرويه عن ابنِ عمارٍ الحسينُ بن إدريس، ويرويه عنه: محمد بن الحسن أبو بكر النقاش وهو الذي ينقل ابنُ شاهين والدارقطنيُّ مِن روايته. ويرويه أيضًا عن الحسينِ محمدُ بن عبد الله بن خميرويه، وهو الذي ينقل الخطيبُ البغداديُّ وغيرُه مِن رواية أبي بكر البرقاني عنه.
قال الدارقطني: ((وحدثنا أيضًا أبو بكر النقاش، عن الحسين بن خُرَم، عن محمد بن عمار الموصلي بكتاب التاريخ لابن عمار)).
وقال ابن ماكولا: ((وكان الحسين مِن الحُفَّاظ المكثرين، رَوَى عن محمد بن عبد الله بن عمار الموصلي تاريخه)). وقال الخطيب البغدادي: ((ورَوَى عنه الحسينُ بن إدريس الهروي كتاباً في علل الحديث ومعرفة الشيوخ)). وقال المزي: ((ورَوَى عنه الحسين بن إدريس الأنصاري كتاباً نفيساً في علل الحديث ومعرفة الشيوخ)). وقال الذهبي: ((وله كتابٌ كبيرٌ في الرجال والعلل)). وقال ابن حجر: ((والحسين بن إدريس الهروي له عنه سؤالاتٌ في العلل والرجال)).
ولإبن عمار أقوالٌ أخرى في الرجال والعلل تُروى عنه مِن غير طريق الحسين بن إدريس، يرويها يعقوب بن سفيان وغيرُه.